# Pylyp Kosyzkyj

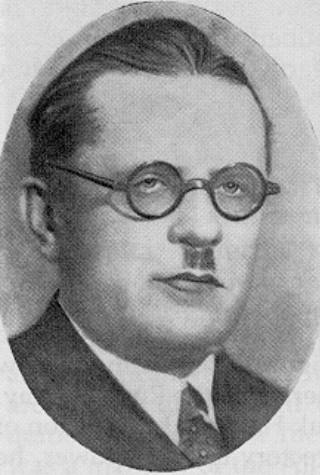
Pylyp Kosyzkyj in den 1930er Jahren

Pylyp Omeljanowytsch Kosyzkyj (ukrainisch Пилип Омелянович Козицький, russisch Филипп Емельянович Козицкий Filipp Jemeljanowitsch Kosizki; * 11. Oktoberjul. / 23. Oktober 1893greg. in Letytschiwka, Gouvernement Kiew, Russisches Kaiserreich; † 27. April 1960 in Kiew, Ukrainische SSR) war ein ukrainischer Komponist und Musikwissenschaftler.

## Leben

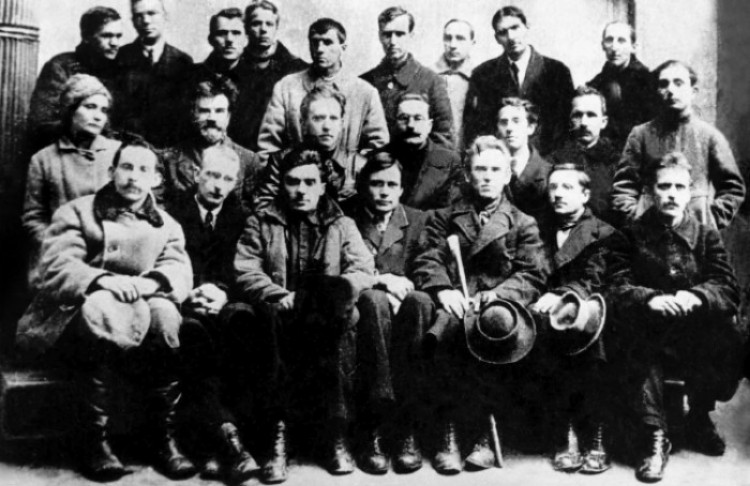
Charkiwer und Kiewer Künstler, 1923. Von links nach rechts. Erste Reihe: Maksym Rylskyj, Jurij Meschenko, Mykola Chwylowyj, Majk Johansen, Juchym Mychajliw, Mychajlo Werykiwskyj, Pylyp Kosyzkyj. Zweite Reihe: Natalja Romanowytsch, Mychajlo Mohyljanskyj, Wassyl Ellan-Blakytnyj, Serhij Pylypenko, Pawlo Tytschyna, Pawlo Fylypowytsch. Dritte Reihe: Dmytro Sahul, Mykola Serow, Mychajlo Draj-Chmara, Hryhorij Kossynka, Wolodymyr Sosjura, Teodosij Osmatschka, Wolodymyr Korjak, Mychajlo Iwtschenko

Pylyp Kosyzkyj kam als Sohn einer Priesterfamilie in Letytschiwka in der heutigen Oblast Tscherkassy in der Ukraine zur Welt.
Er absolvierte 1917 die Kiewer Theologische Akademie (Київська духовна академія) und 1920 das Kiewer Konservatorium, wo er bei Boleslaw Jaworskyj und Reinhold Glière studierte und während seines Studiums in den Jahren 1914 und 1915 Dirigent des Chores war. Nach seinem Studium unterrichtete er von 1918 bis 1924 am Lyssenko Musik- und Theaterinstitut (Державний музично-драматичний інститут імені М. В. Лисенка) in Kiew, von 1925 bis 1935 am Institut für Musik und Theater Charkow und ab 1935 am Kiewer Konservatorium wo er seit 1945 als Professor lehrte. Von 1925 bis 1935 war er in Charkow zudem Vorsitzender des Hochmusikkomitees des Volkskommissariats für Bildung der USSR. Seit 1940 war er Mitglied der KPdSU. Von 1939 bis 1941 war er künstlerischer Leiter der Ukrainischen Staatsphilharmonie, und in den Jahren 1952 bis 1956 war er der Vorsitzende der Union der Komponisten der Ukraine. Kosyzkyj spielte als Organisator des ukrainischen Musiklebens eine entscheidende Rolle bei der Verbesserung der Musikausbildung und beim Aufbau eines Netzwerks von Musikschulen in der Ukraine. Er starb 66-jährig in Kiew und wurde dort auf dem Baikowe-Friedhof bestattet.

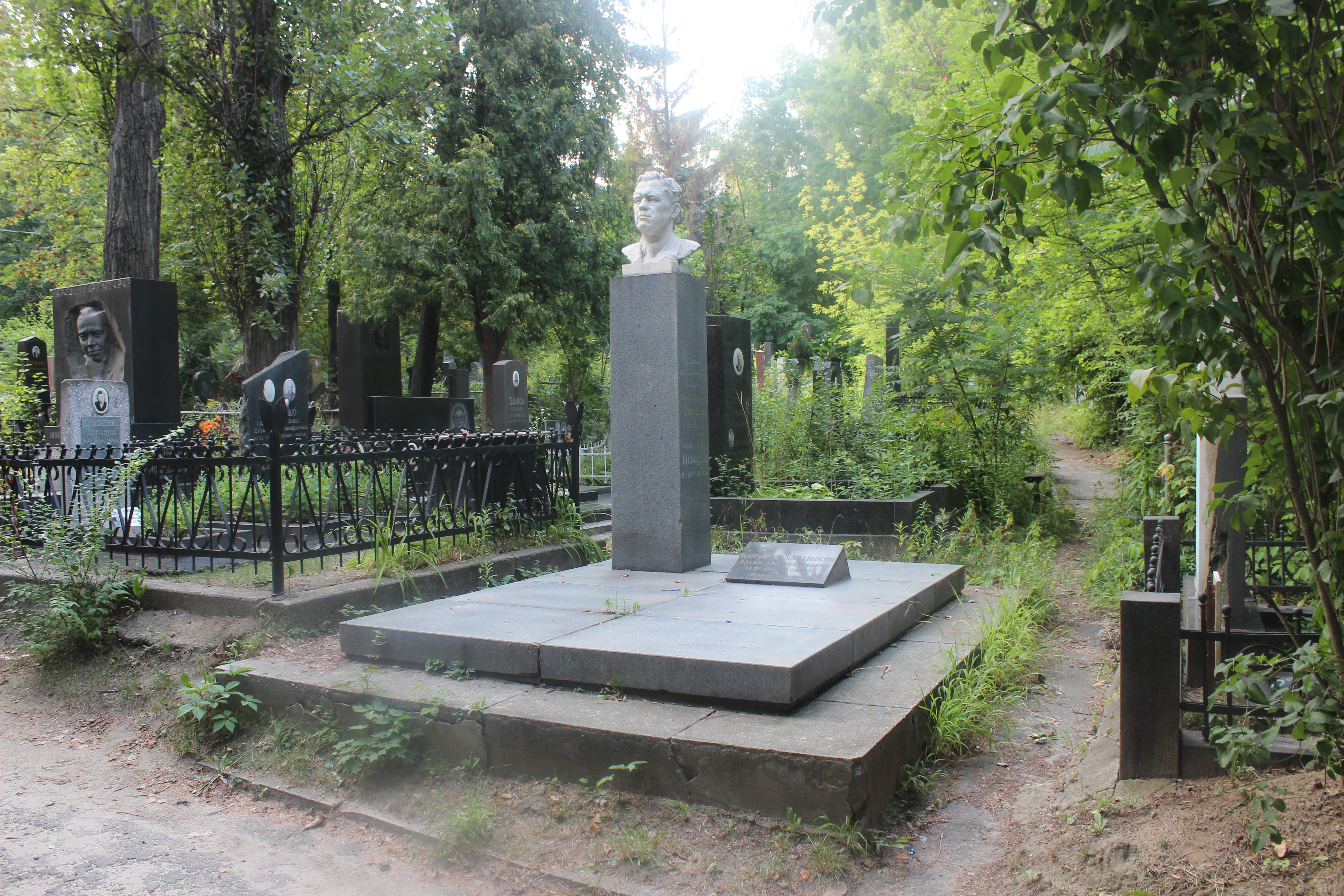
Kosyzkyjs Grab auf dem Baikowe-Friedhof

## Werk
Seine Kompositionen waren vom Expressionismus beeinflusst und stützten sich oft auf ukrainische Volkslieder. Kosyzkyjs Themen waren meist sozialer und patriotischer Natur, sein Werk an die von Mykola Lyssenko gegründete nationale Schule der klassischen ukrainischen Musik gebunden. Er schrieb unter anderem die Opern Невідомі солдати Newidomi soldaty (Unbekannter Soldat; 1934) und За Батьківщину Sa Batkiwschtschynu (Für das Vaterland; 1943) sowie Streichquartette, Präludien für Klavier, Chorwerke, Kirchenmusik und Arrangements von Volksliedern.
Neben dem Komponieren verfasste er eine Vielzahl an Artikeln und veröffentlichte Studien zu den Werken von Komponisten wie Mykola Leontowytsch, Kyrylo Stezenko, Borys Ljatoschynskyj und Bedřich Smetana sowie weitere musikwissenschaftliche Werke wie Ukrainisches Volkslied (1936) und Taras Schewtschenko und Musikkultur (1942) sowie Gesang und Musik an der Kiewer Akademie seit 300 Jahren (1971).

## Ehrungen
- Orden des Roten Banners der Arbeit[3]
- Leninorden[3]
- Geehrter Künstler der Ukrainischen SSR (1943)[1]